# Sanitario ecológico seco
Sanitario ecológico seco (SES) es un elemento sanitario utilizado para recoger y evacuar adecuadamente la orina y excretas del ser humano sin la necesidad de usar agua. Representó una enorme mejoría respecto a las letrinas y otros parientes cercanos por ser más cómodo en cuanto a instalación, uso y mantenimiento, y más saludable gracias a su diseño que evita la fauna nociva y permite una mejor higiene. Se han realizado varios proyectos en su difusión y promoción, sobre todo en las zonas rurales de Latinoamérica, con resultados muy favorables. Un variante más específico es el Inodoro Ecológico Seco con Separación de la Orina.

## Antecedentes y justificación
En el mundo habitan aproximadamente 7 000 000 000 de personas, lo que se puede traducir en la generación de 1 400 000 toneladas de excretas humanas al día. Un poco más de la mitad de estas personas cuenta con un sistema de drenaje que conduce las aguas negras lejos de sus casas alejando de esta forma el problema; pero el resto, normalmente los habitantes de las zonas rurales o suburbanas de los países pobres o tercermundistas, no cuenta con esto. Para ellas la disposición de excretas es riesgosa para la salud además de complicada, ya que normalmente se ven obligadas a la defecación al aire libre, en ocasiones en un lugar común para todo el poblado normalmente cercano a un arroyo, pozo o alguna otra fuente de agua, donde genera suciedad y provoca enfermedades a la población; en otros casos se produce en áreas cercanas a las casas y vuelve insalubre el hábitat más cercano de las personas. En el mejor de los casos muchas de ellas utilizan letrinas o dispositivos similares mediante los cuales las excretas son depositadas en un agujero en la tierra, lo cual también presenta complicaciones y molestias a sus usuarios pues genera malos olores, atrae y propicia la reproducción de moscas, cucarachas y otra fauna nociva, que son agentes que propagan las enfermedades gastrointestinales, además de esto el agua de lluvia arrastra y lleva a los cuerpos acuíferos subterráneos los agentes patógenos presentes en las excretas. Al llenarse la letrina tiene que sellar con tierra y, de acuerdo con las normas de salud, dejar el lugar aislado alrededor de 15 a 20 años para las excretas se conviertan en tierra y estén libre de enfermedades, de lo contrario el lugar se convierte en una fuente de infecciones. Estas letrinas deberían localizarse a varios metros de la casa y de la fuente de agua (pozo, arroyo); sin embargo, con frecuencia no cumplen con este requisito por falta de espacio en el terreno, lo cual representa un riesgo adicional para las personas.
El sanitario ecológico seco se presenta como una solución a los problemas previamente expuestos al brindarle a las comunidades, sobre todo rurales y suburbanas, la posibilidad de tener una buena gestión de excretas que evita aspectos desagradables y riesgosos como la fauna nociva o las diversas enfermedades gastrointestinales que pueden generar el mal manejo de las heces; por otro lado, brinda un sistema digno para cualquier persona por ser un dispositivo limpio e higiénico. Además de esto el SES también brinda a las comunidades abono y fertilizante, para su uso en las plantaciones o cosechas locales o para devolverle a la tierra de forma segura la materia orgánica de las heces, en lugar de arrojarla a los cuerpos de agua.

## Historia
El sanitario ecológico seco es producto de la evolución de varios dispositivos a lo largo de los años; los siguientes son algunos de los más importantes: 

### 1939
Tal vez el primer antecedente moderno es el Clivus Multrum, sanitario compostero (composting toilet) diseñado por el Sueco Rikard Linström. El primer modelo consistía en una cámara de compostaje de aproximadamente cinco metros cúbicos que se construía debajo de la casa, en un sótano, y que tenía tierra en el fondo que funcionaba en el proceso de compostaje de las excretas y de la basura orgánica que eran depositadas ahí; después de algunos meses de uso la composta generada se retiraba desde el sótano por una compuerta de la cámara de compostaje

### Década años 50
Letrina vietnamita, diseñada por el Dr. Nguyen Dang Duc, éste fue el modelo en el que se basó el diseño del SES. Consiste en dos cámaras de cemento de aproximadamente 200 dm³ de capacidad que se usan alternadamente y aíslan la materia fecal del suelo; después de cada uso se debe cubrir la materia fecal con tierra y ceniza o cal para evitar la fauna nociva y los malos olores, además de propiciar su compostaje. Cuenta con un separador que conduce la orina fuera de las cámaras, para mantener el interior más seco y facilitar la descomposición de las excretas. La letrina vietnamita no contaba con una taza, por lo que el usuario debía ponerse en posición de cuclillas al utilizarlo.

### 1987
Letrina abonera seca familiar (LASF): Fue un proyecto impulsado por el Programa de las Naciones Unidas para el Desarrollo como parte del programa para erradicar la pobreza en Guatemala. El diseño de esta letrina se basó totalmente en la letrina vietnamita, con la diferencia de que se le añadió una taza de separación de orina para un uso más cómodo. Éste probablemente sea el modelo más parecido al SES

### Década años 80
Letrina abonera de secado solar: Se trata de una modificación de la letrina abonera seca familiar descrita arriba. Consta de una sola cámara que ha sido prolongada unos 60 cm fuera de la caseta. La tapa de esta prolongación se cubre con una lámina metálica pintada de negro que calienta el material en la cámara y acelera su secado.

### 1990
Es posible que el término ‘sanitario ecológico seco’ haya sido acuñado en un curso sobre saneamiento ambiental alternativo impartido por radiodifusión en Oaxaca, cuando los participantes propusieron no usar el término ‘letrina’ para este tipo de servicio sanitario, pues esta palabra se asocia con dispositivos sucios y generadores de fauna nociva y malos olores, lo cual genera con frecuencia el rechazo de mucha gente. Sanitario ecológico seco, por el contrario, hace referencia a un servicio moderno y acorde con la conservación del ambiente, lo cual ayuda a lograr que sea aceptado con mayor facilidad por sus usuarios potenciales.

### 1993-1998
El gobierno del Estado de Oaxaca en México, promovió la construcción y uso de 75,000 sanitarios ecológicos secos en cientos de comunidades rurales que no contaban con un medio adecuado para la gestión de excretas. Con la colaboración de Unicef y Espacios de Innovación Tecnológica implementó un sistema de monitoreo y capacitación a usuarios que permitió que muchos de esos sanitarios se convirtieran en una solución real.

### Década 2000
Se realizó un proyecto de difusión y promoción en el uso de los SES, también conocidos como eco-inodoro en las zonas rurales y suburbanas o periurbanas en Lima, Perú, como parte del programa “Ecosan” que llevó a cabo el gobierno Peruano para mejorar la calidad de vida de las personas de los medios rurales y suburbanos.

## Descripción
El sanitario ecológico seco consta de dos cámaras contiguas aisladas del suelo, construidas sobre un firme de concreto al nivel del suelo para facilitar el manejo de las excretas. Cada cámara cuenta con una compuerta lateral para la extracción de la composta madura y tiene un agujero superior donde se coloca una taza especial separadora de orina. El sanitario puede complementarse con un urinario seco para comodidad de los usuarios varones.

## Funcionamiento
Al igual que la letrina vietnamita el funcionamiento del sanitario ecológico seco se basa en cuatro principios básicos: separación de la orina y las excretas, total aislamiento de las excretas, adición de mezcla secante, y tiempo de maduración para su transformación en composta.
La taza separadora de orina es una de las más importantes novedades de este sanitario, pues lo hace más cómodo para el usuario, ya que puede sentarse en lugar de defecar en posición de cuclillas. La orina puede ser conducida por una manguera a un pozo de absorción en el suelo, al que devuelve los nutrientes que contiene, o recolectarse y aprovecharse como fertilizante natural. Cada vez que alguien usa el sanitario debe cubrir las heces recién depositadas con una mezcla de tierra con cal y/o ceniza, para evitar los malos olores y la proliferación de moscas, cucarachas y fauna nociva en general.
La cámara de cemento aísla la materia fecal y evita que contamine el suelo y el agua subterránea, mientras que una capa de tierra en el fondo de esta cámara inicia su transformación en composta, igual que sucede en la naturaleza. La cámara, de 500 litros de capacidad, tarda unos diez meses en llenarse cuando la ocupan cinco personas cotidianamente.
Cuando la cámara se llena se quita la taza, se sella temporalmente el agujero donde estaba colocada y se utiliza la cámara contigua, que está aislada de la primera. Durante el tiempo que tarda en llenase esta segunda cámara y gracias al aislamiento y a las reacciones química de la cal o la ceniza, se termina de realizar el compostaje y se destruyen los patógenos de las heces.
Al llenarse esta segunda cámara la primera se abre y se vacía por la compuerta lateral; el producto final es una composta fértil muy útil para usarse en las cosechas y plantaciones, y la cámara está lista para ser usada nuevamente.
Este sistema contribuye a restablecer el ciclo de los nutrientes en la naturaleza, del cual las heces humanas participan en la forma de abono orgánico en lugar de convertirse en un riesgo para el ambiente y en una carga para la sociedad. Por otro lado, debido a que no se usa el agua para el acarreo de la materia fecal no se generan aguas negras y se respeta el ciclo del agua en la naturaleza.

## Costos intangibles del W.C.
El sistema WC- drenaje, a pesar de parecer el más adecuado para el manejo de las excretas (ya que es usado por un poco menos de la mitad de los seres humanos, aproximadamente 3,200,000,000), representa daños catastróficos para los cuerpos de agua y la naturaleza en general, pues genera agua negra que contamina gravemente los cuerpos acuíferos y pone en riesgo la salud de quienes viven cerca de los canales o cloacas que la conducen.
Una de las soluciones que se han presentado es el tratamiento del agua residual mediante plantas de tratamiento, sin embargo más de la mitad del agua negra no es tratada, sino que es conducida hacia los ríos, lagos y mares, donde genera condiciones inhóspitas y puede acabar con la vida local.
En cuanto a las plantas de tratamiento, desafortunadamente necesitan de inversiones muy grandes para tener un buen funcionamiento y a pesar de ello un porcentaje muy elevado del agua no es tratado adecuadamente y termina de todas formas contaminando los mantos acuíferos o algún cuerpo de agua superficial.
Es por esto que el sanitario ecológico seco se presenta también como una alternativa al WC, pues ahorra el agua tan necesaria para la vida tanto del humano como del resto de los seres vivos. El trabajo para mejorar este tipo de sanitarios es muy intenso; actualmente se encuentra en diseño prototipos que faciliten la aceptación de la gente de este tipo de sistemas.